# Rodeput
Rodeput is een buurtschap in Simpelveld in de gelijknamige gemeente Simpelveld in Nederlands Zuid-Limburg.

## Ligging
De buurtschap ligt op de oostelijke helling in het Eyserbeekdal en langs de buurt stroomt de Eyserbeek. Aan de westkant mondt de Sourethbeek hierop uit. Rodeput wordt aan de zuidzijde begrensd door de spoorlijn Schaesberg - Simpelveld met alleen Huize Damiaan aan de andere kant van het spoor. Ten westen van de buurt staat Huize Loreto met het erachter liggende Hellingbos. Naar het noorden ligt aan de overzijde van de Sourethbeek de buurtschap Baaks-Sweijer. In het noordoosten ligt een hellingbos met erachter de Groeve Sweijer of Groeve Roode Put.

## Toponiem
De naam Rodeput komt van het ijzerhoudende bronwater dat in de put op het pleintje voor de kapel werd geput.

## Geschiedenis
In de jaren 1950-1960 verdween de waterput toen de inwoners aangesloten waren op het waterleidingnet.
In 2005 werd de waterput herbouwd door de inspanningen van Buurtvereniging Rodeput.

## Bezienswaardigheden
- Onze-Lieve-Vrouw-Sterre-der-Zeekapel
- De rode put
- Huize Loreto
- Huize Damiaan

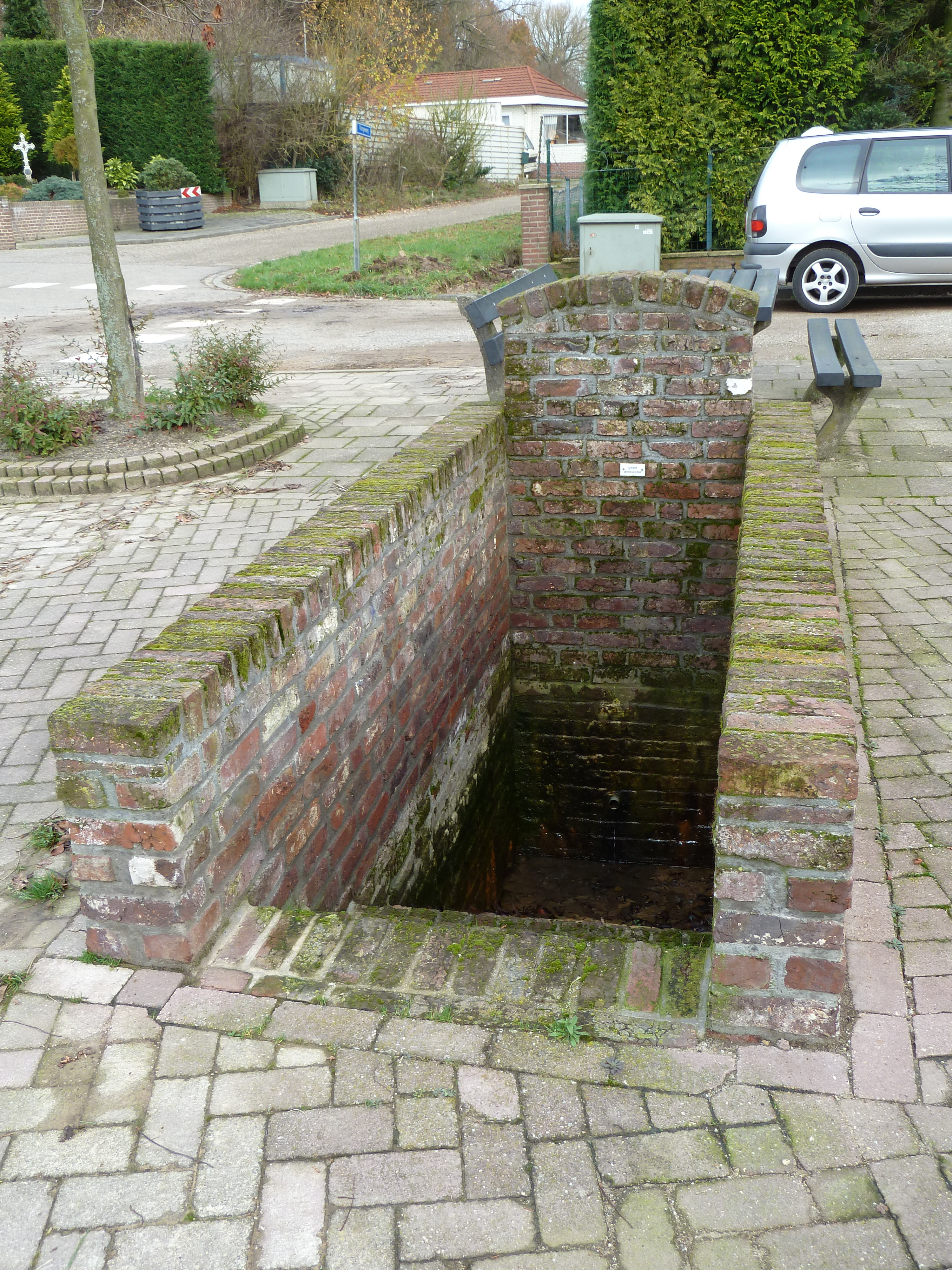
De rode put van Rodeput
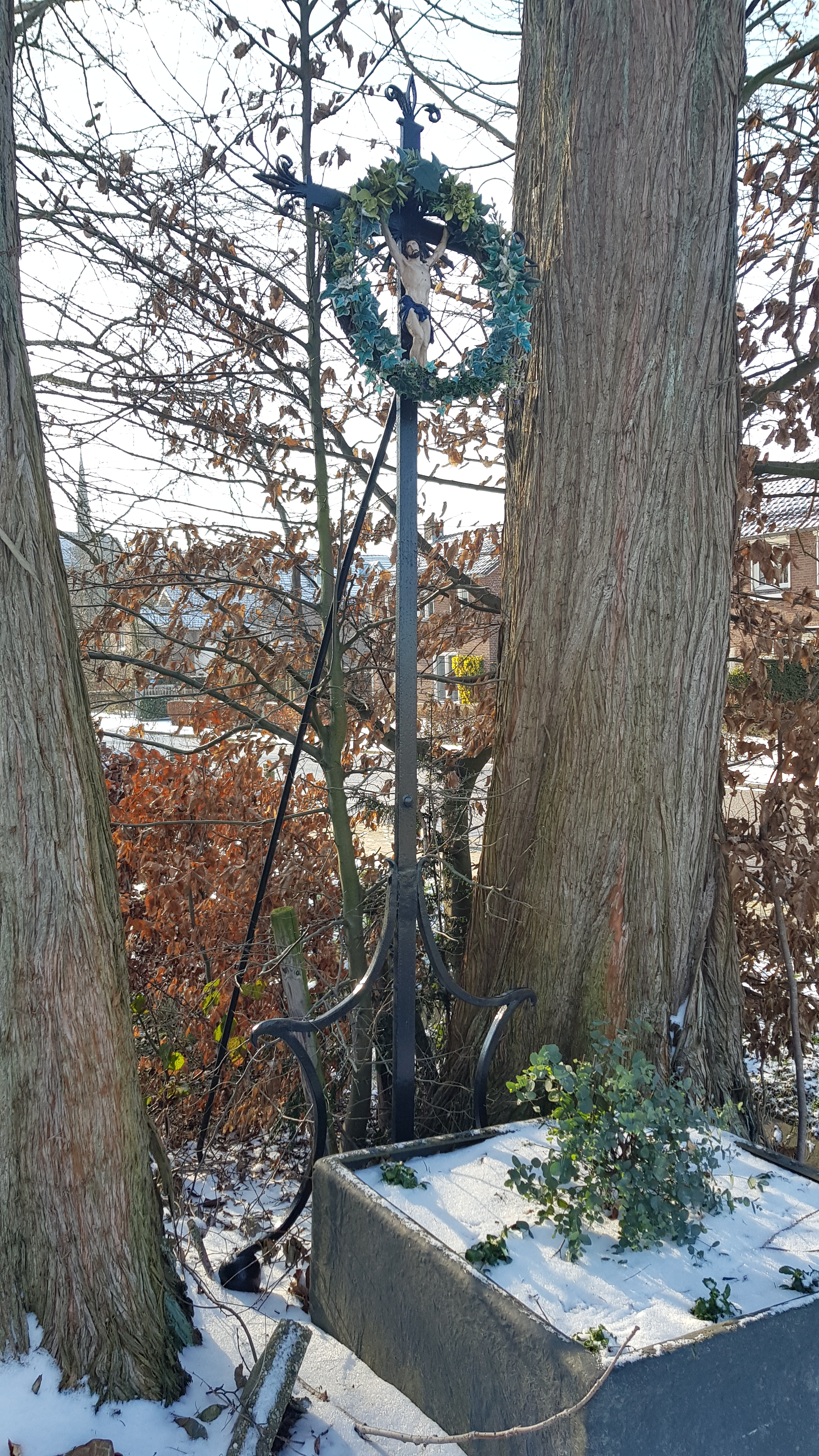
Wegkruis in Rodeput
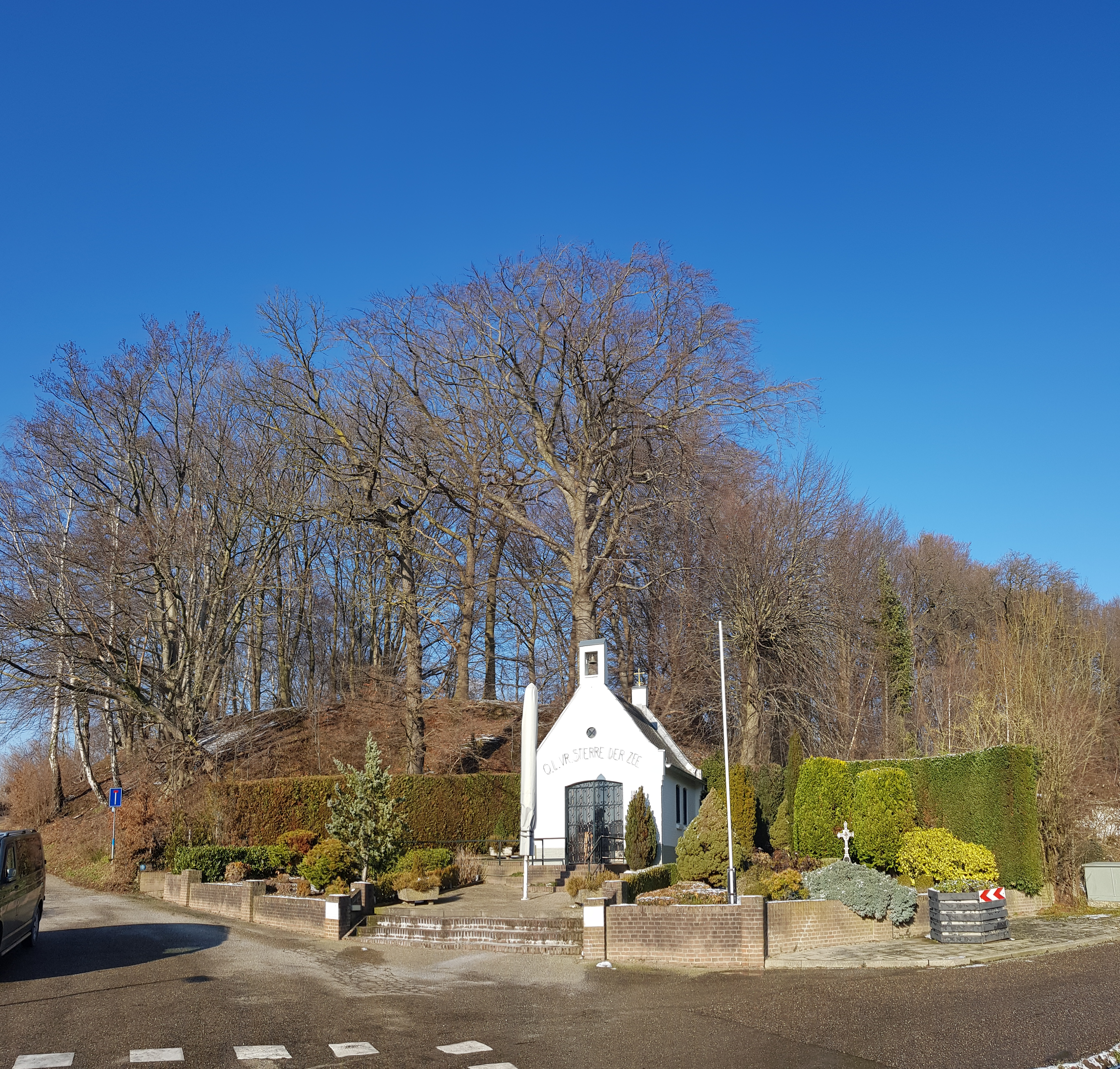
De kapel met het achterliggende hellingbos
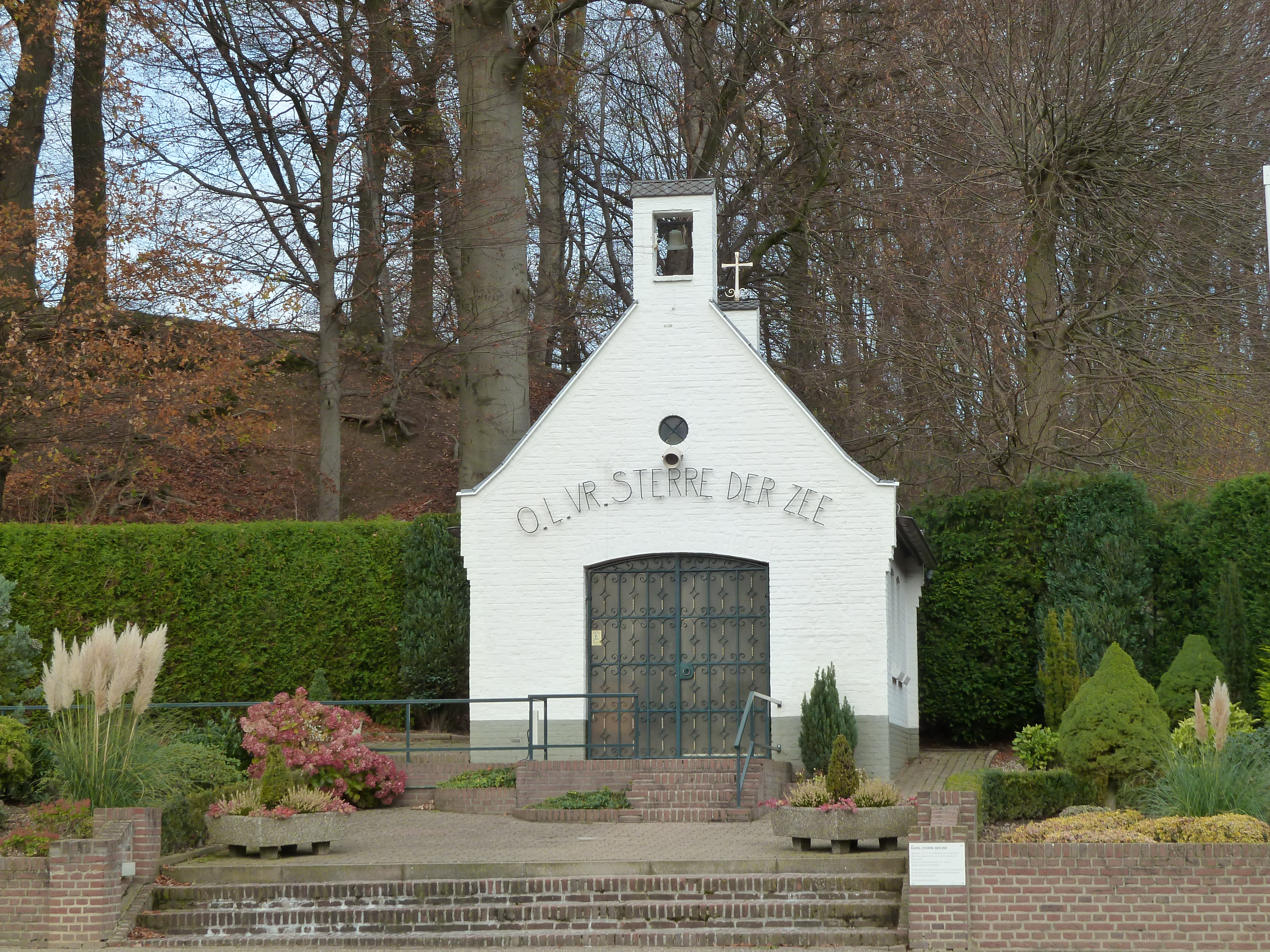
De kapel
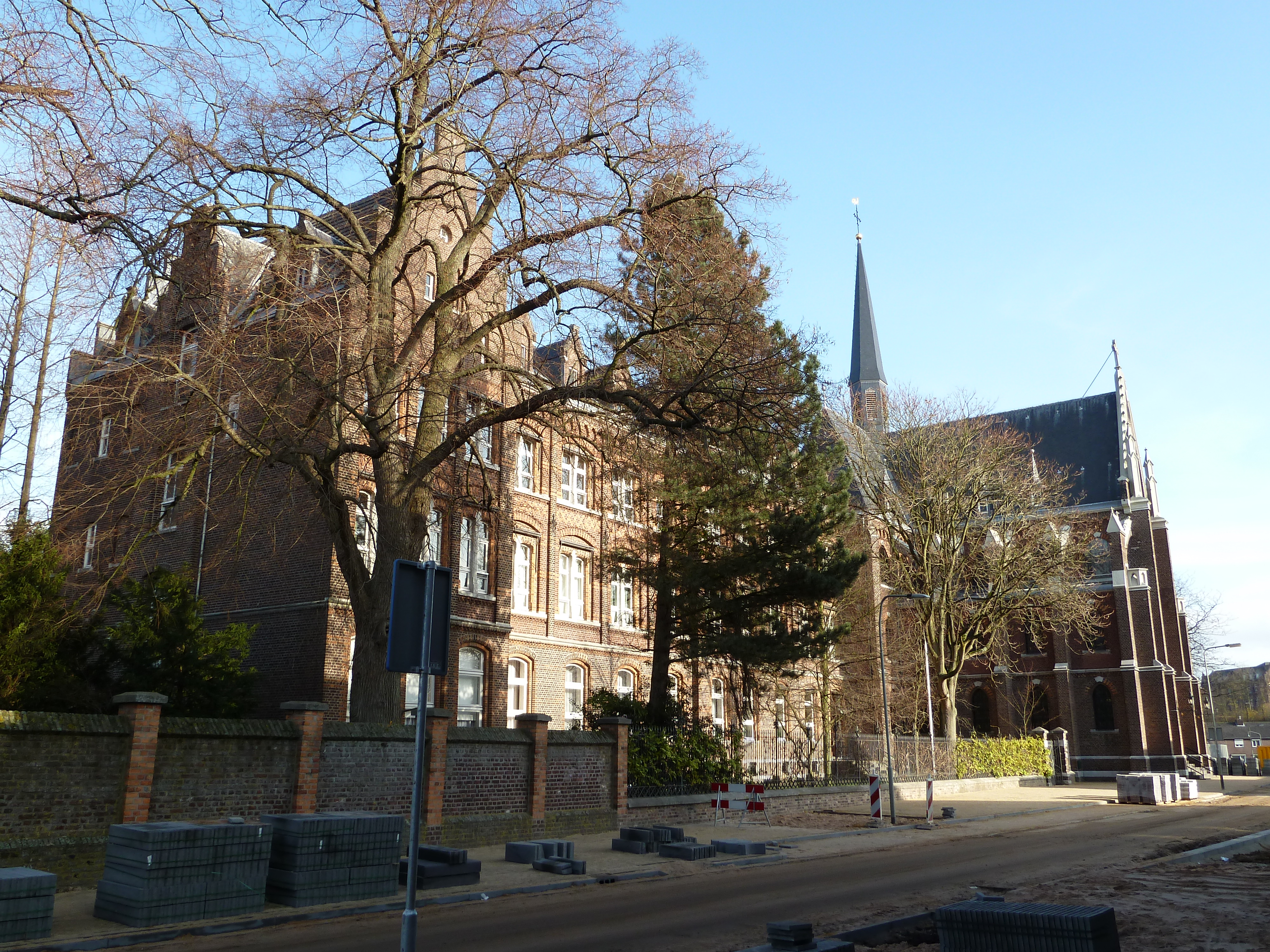
Huize Loreto
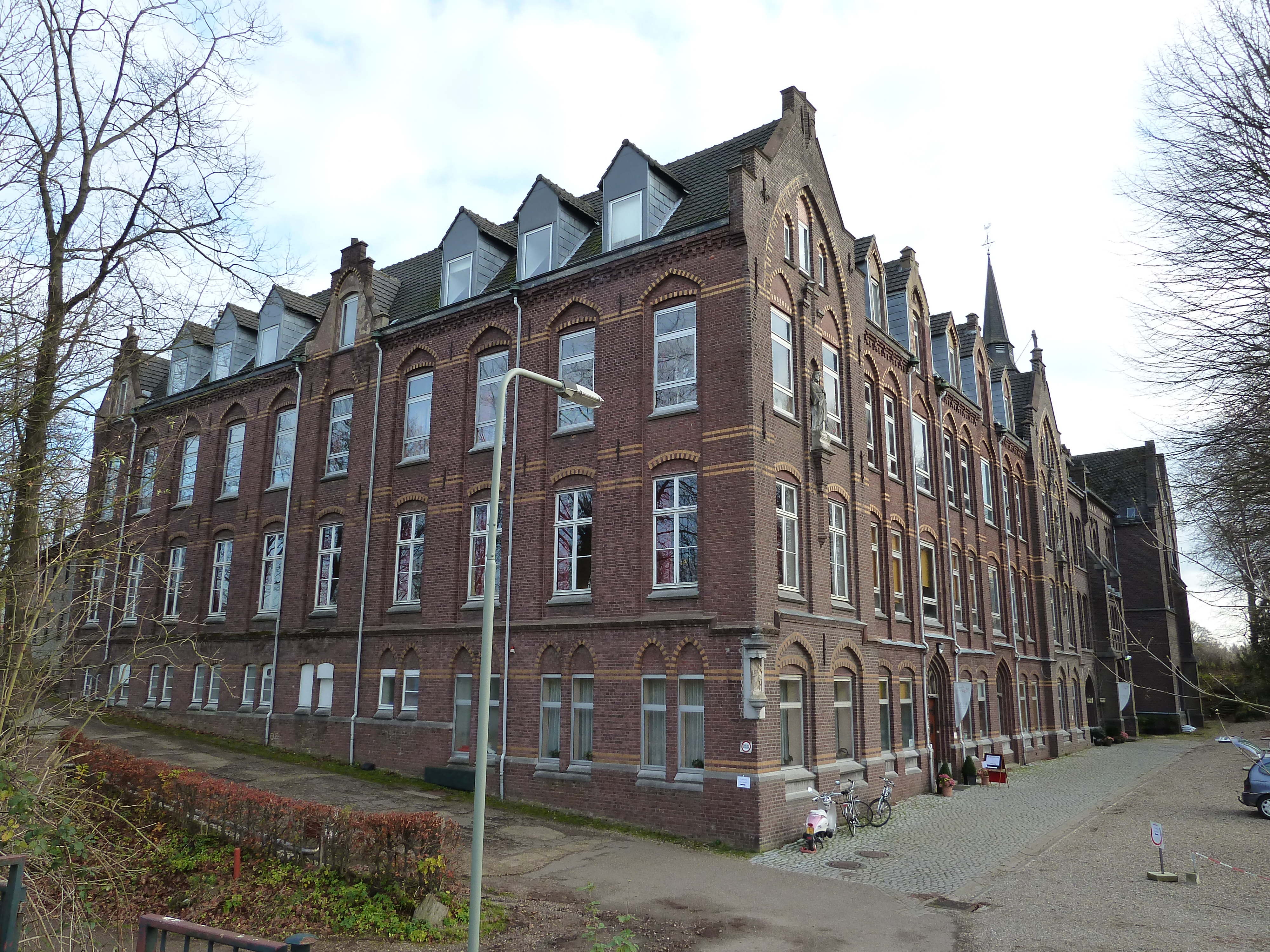
Huize Damiaan

Dorpen: Bocholtz · Simpelveld

Gehuchten en buurtschappen: Baaks/Sweijer · Baneheide · Bocholtzerheide · Bosschenhuizen · Broek · Bulkemsbroek · Huls · In de Gaas · Molsberg · Prickart · Rodeput · Vlengendaal · Waalbroek · Zandberg

Limburg: Steden en dorpen      Nederland: Provincies · Gemeenten